# Ронч де Буос (Белуно)
Ронч де Буос (итал. Ronch de Buos) је насеље у Италији у округу Белуно, региону Венето.
Према процени из 2011. у насељу је живело 51 становника. Насеље се налази на надморској висини од 656 м.